# 錫赫羅夫城堡

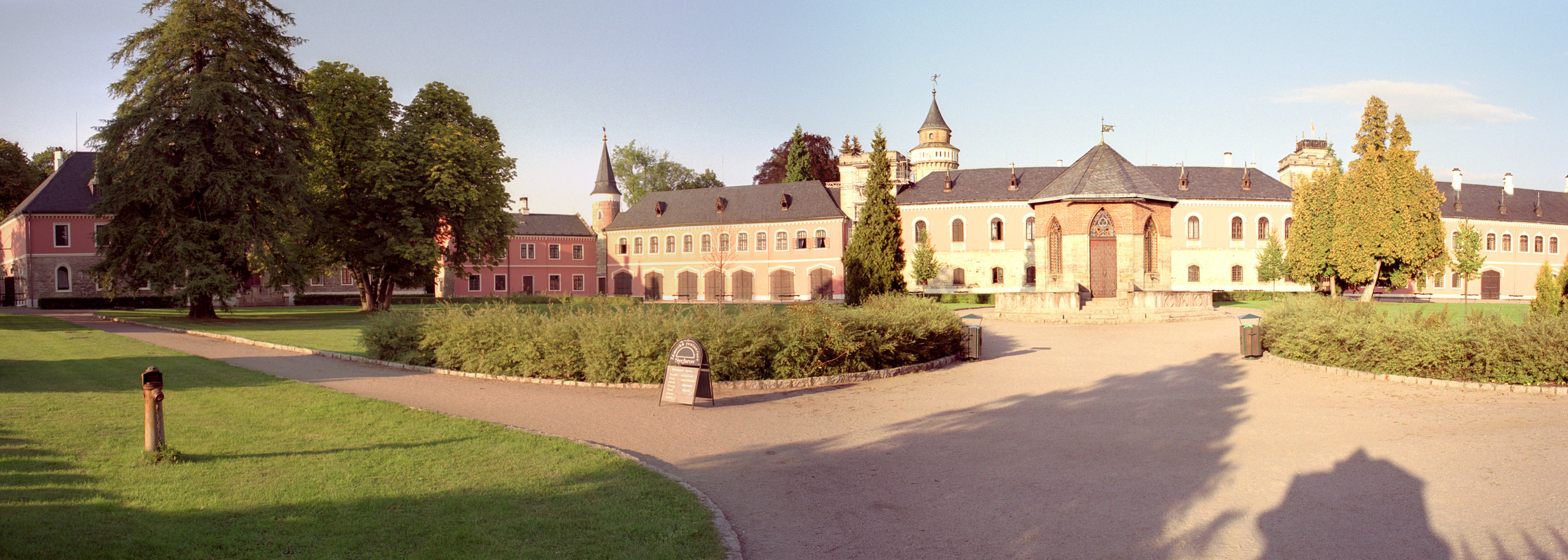

錫赫羅夫城堡（Sychrov Castle）是位於捷克村莊錫赫羅夫附近的一座城堡，距離布拉格亦不遠。錫赫羅夫城堡是一座新哥特式風格的城堡，修建於19世紀中期，並且擁有一座巨大的花園。

## 外部連結
- Castle website (cz, en)
- History of the castle （页面存档备份，存于） (cz)

50°37′35″N 15°05′20″E / 50.62639°N 15.08889°E